# Odontophorus balliviani
Odontophorus balliviani е вид птица от семейство Odontophoridae.

## Разпространение
Видът е разпространен в Боливия и Перу.